# T'ohchaah-kiiyaahaan
T'ohchaah-kiiyaahaan (T'okyah-kiyahang), banda Pitch Wailaki Indijanaca, porodica Athapaskan, nastanjeni na obje obale North Fork Eel Rivera od Hull's Creeka na sjeveru, pa na jug do oko 1 milju (oko 1,5 km) južnije od Red Mountain Creeka, Kalifornija. 
Ime ove bande znači "prairie large people". Imali su 5 sela: K'ishkonteelhdin, Naandoon'din, Seelhtcinninyeeh, Sin'aanyeeh i T'aantcintaanteelhdin. 